# The Flying Twins
The Flying Twins er en amerikansk stumfilm fra 1915.